# FR Serpentis
FR Serpentis (FR Ser / HD 171586/ HIP 91142) es una estrella variable en la constelación de Serpens situada en Serpens Cauda, la cola de la serpiente. Aunque localizada en dirección al cúmulo abierto IC 4756, no es un miembro del mismo. De magnitud aparente media +6,46, se encuentra a 336 años luz de distancia del sistema solar.
FR Serpentis es una estrella blanca de la secuencia principal de tipo espectral A2pv y 8760 K de temperatura. Su espectro corresponde a una estrella Ap. Estas estrellas se caracterizan por tener contenidos especialmente altos de algunos elementos como consecuencia de intensos campos magnéticos. Alioth (ε Ursae Majoris) o ι Cassiopeiae A son dos de los principales representantes de este grupo. La inusual intensidad de las líneas de estroncio (Sr II) de FR Serpentis fue ya observada por Adams et al. en 1935, siendo catalogada como estrella magnética en 1958.
FR Serpentis tiene una luminosidad entre 23 y 30 veces mayor que la luminosidad solar y su radio es 2,1 veces más grande que el del Sol. Con una masa de 2,19 masas solares, su edad se estima en 400 millones de años.
Es una variable Alfa2 Canum Venaticorum cuyo brillo oscila 0,18 magnitudes a lo largo de un período de 2,14 días.